# فرانسیس نلسون (زاده ۱۹۱۰)
فرانسیس آگوستوس «فرانک» نلسون (انگلیسی: Francis Augustus "Frank" Nelson؛ ۲۴ ژانویهٔ ۱۹۱۰ – ۹ مارس ۱۹۷۳) بازیکن هاکی روی یخ اهل ایالات متحده آمریکا بود. وی در رقابت‌های تیمی بازی‌های المپیک زمستانی ۱۹۳۲ شرکت کرد و موفق به کسب مدال نقره شد..
او در شهر نیویورک، نیویورک به دنیا آمد و در مونتکلیر، نیوجرسی درگذشت.